# Fix und Foxi
Fix und Foxi (abgekürzt FF) ist ein deutsches Comic-Magazin. Seine Titelfiguren wurden von Rolf Kauka geschaffen. Das Heft wurde mit Unterbrechungen zwischen 1953 und 2010 herausgegeben.

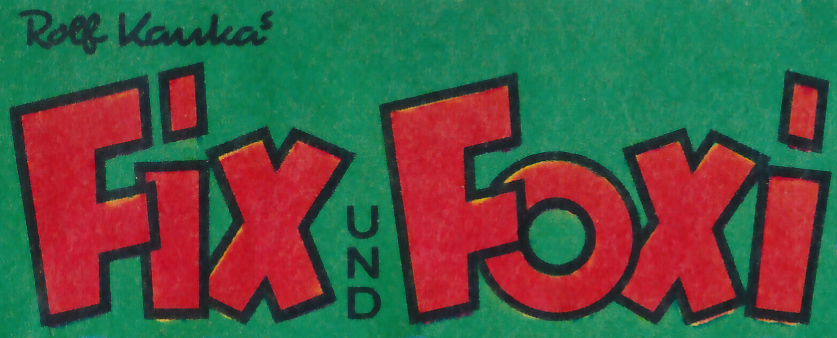
Logo von 1979

## Geschichte des Magazins

### 1953–1994
Rolf Kauka veröffentlichte 1947 ein erstes Fachbuch unter dem Signet Kauka Verlag, war jedoch zunächst Anfang der 1950er Jahre in München vorwiegend als Verleger von Romanheften tätig. Im Mai 1953 brachte er sein erstes Comicheft unter dem Titel Till Eulenspiegel auf den Markt. Hauptfigur war eine modernisierte Version der gleichnamigen deutschen Volksbuchgestalt. Zu ihm gesellte sich ab der zweiten Ausgabe auch Baron Münchhausen mit seinen klassischen Lügengeschichten. In Heft 6 traten dann, angelehnt an Fabelfiguren wie Reineke Fuchs und Isegrim, der Wolf, in einer Kurzgeschichte zum ersten Mal Fix und Foxi auf, die bald zu Publikumslieblingen wurden.
Entworfen hatte die beiden Füchse nach eigenem Bekunden Rolf Kauka selbst, gezeichnet wurden sie zunächst von dem Münchener Kunstmaler und Illustrator niederländischer Herkunft Dorul van der Heide. Anfangs noch recht naturalistisch gehalten, nach Art traditioneller Bilderbücher mit etwas Inspiration durch Edmond Calvo („Die Bestie ist tot!“), entwickelte sich der Zeichenstil rasch in Richtung konventioneller (Funny-)Comic. Dies entsprach der schnell wachsenden Erfahrung, war aber sicher auch dem enormen Produktionsdruck zu verdanken. Die ersten rund 30 Eulenspiegel-Ausgaben (à 24 Seiten, durchgehend vierfarbig) zeichneten die Comic-Autodidakten van der Heide und sein Assistent Werner Hierl, den er dafür eigens engagiert hatte, nahezu allein. Der angestrebte 14-tägliche Erscheinungsrhythmus konnte so allerdings nicht erreicht werden und pendelte sich bei ca. dreiwöchentlich ein.
Derweil wiesen ab Heft 10 mehrere Ausgaben auf der Titelseite groß auf die jugendlichen Fuchszwillinge hin, ab Nr. 29 (Anfang 1955) wurde die Reihe endgültig in Fix und Foxi umbenannt. Gleichzeitig verschwanden Till Eulenspiegel und dann auch Münchhausen aus dem Heft, tauchten allerdings bald darauf in einem neuen Monatsmagazin von Rolf Kauka ([Eulenspiegels] Kunterbunt) wieder auf, ehe sie nach dessen Einstellung Ende 1956 noch einmal in Fix und Foxi unterkamen, kurz vor ihrem endgültigen Aus. Mit der Konzept- ging auch eine kurzfristige Formatänderung des Heftes einher, verbunden mit einer Preissenkung und Umstellung auf einen Druck abwechselnd farbig und schwarzweiß. Das zwischenzeitliche Überformat wurde schon gegen Ende des Jahres 1955 zurückgenommen, dafür aber nun endlich ein 14-tägliches Erscheinen realisiert. 1956/1957 überschritten die Verkaufszahlen erstmals die 100.000er-Marke, und ab dem 31. Oktober 1957 erschien Fix und Foxi „als erste deutsche Bilderzeitschrift wöchentlich!“ Zu Weihnachten 1958 erfolgte dann die Rückkehr zum durchgängig vierfarbigen Druck, und als schließlich im Mai 1960 der Umfang von 24 auf 32 Seiten erhöht wurde, war das Format erreicht, das für Fix und Foxi für die längste Zeit der 1960er Jahre Bestand haben sollte.
Diese Dekade, ungefähr vom Anfang der 1960er Jahre bis ca. 1972, entwickelte sich zur Hochphase des Fix und Foxi-Magazins, das nun in Deutschland eine Druckauflage von bis zu 400.000 Exemplaren erzielte. Das Gesamtvolumen für die gesamte Laufzeit (1953–1994) betrug somit über 300 Millionen verkaufte Hefte. Neben dem wöchentlichen Heft gab es, vor allem von Mitte der 1960er bis Mitte der 1980er Jahre, auch diverse Nebenprodukte in Form von Heftreihen, Taschenbüchern, Paperbacks, Alben etc. Als besonders langlebig erwiesen sich das Fix und Foxi-Sonderheft (1959–1994, Hauptausgaben „Ostern“, „Sommer“, „Ferien“, „Weihnachten“) und das Taschenbuch Fix und Foxi Extra (1969–1986).
Mit der Zeit hatte Kauka für sein Heft eine bunte Riege verschiedenster Illustratoren engagiert, die zum Teil aus Jugoslawien, Italien und später Spanien stammten. Einige der verdientesten Zeichner von Fix und Foxi sowie anderer Kauka-Serien (siehe unten) waren außer bzw. nach van der Heide und Hierl in chronologischer Reihenfolge u. a. Josef Braunmüller (entwickelte Hops und Stops), Kurt Ludwig Schmidt alias („Becker“-)Kasch, Rudolf Dehnert, Helmuth Huth, Walter Neugebauer (Chefzeichner bis 1972, u. a. Schöpfer von Tom und Klein Biberherz und Bussi Bär, stilprägender FF- und Mischa-Zeichner, Karl-May-Adaptionen, Titelbilder), Vladimir „Vlado“ Magdić (wichtigster Tom und Klein Biberherz-Zeichner), Branco Karabajić (wichtigster Pauli-Zeichner), Charilaos Theodorou, Franz Roscher, Ludwig Fischer, Florian Julino (Titelbilder, Schöpfer von Diabolino), Heinz Körner, Maria Luisa Uggetti, Tiberio Colantuoni, Giovan Battista Carpi, Giulio Chierchini, Riccardo Rinaldi (Schöpfer der Pichelsteiner), Vjekoslav Kostanjsek, Kurt Italiaander, Öktemer Köksal, Helmut Murek (FF, Pauli, Titelbilder ab Mitte 1980er), Berck (Mischa 1970er), Jaime Mainou, Angel Nadal (Bussi Bär, Fridolin um 1980), Massimo Fecchi („Starzeichner“ ab Mitte 1970er), Josep Marti, Sandro Costa und Luciano Gatto. Ab den frühen 1980er Jahren ging ein Großteil der Comic-Produktion an das spanische Zeichnerstudio Comicup über, unter dessen Mitarbeitern Carlos Grangel, José Antonio González und Julian Jordan herausragten.

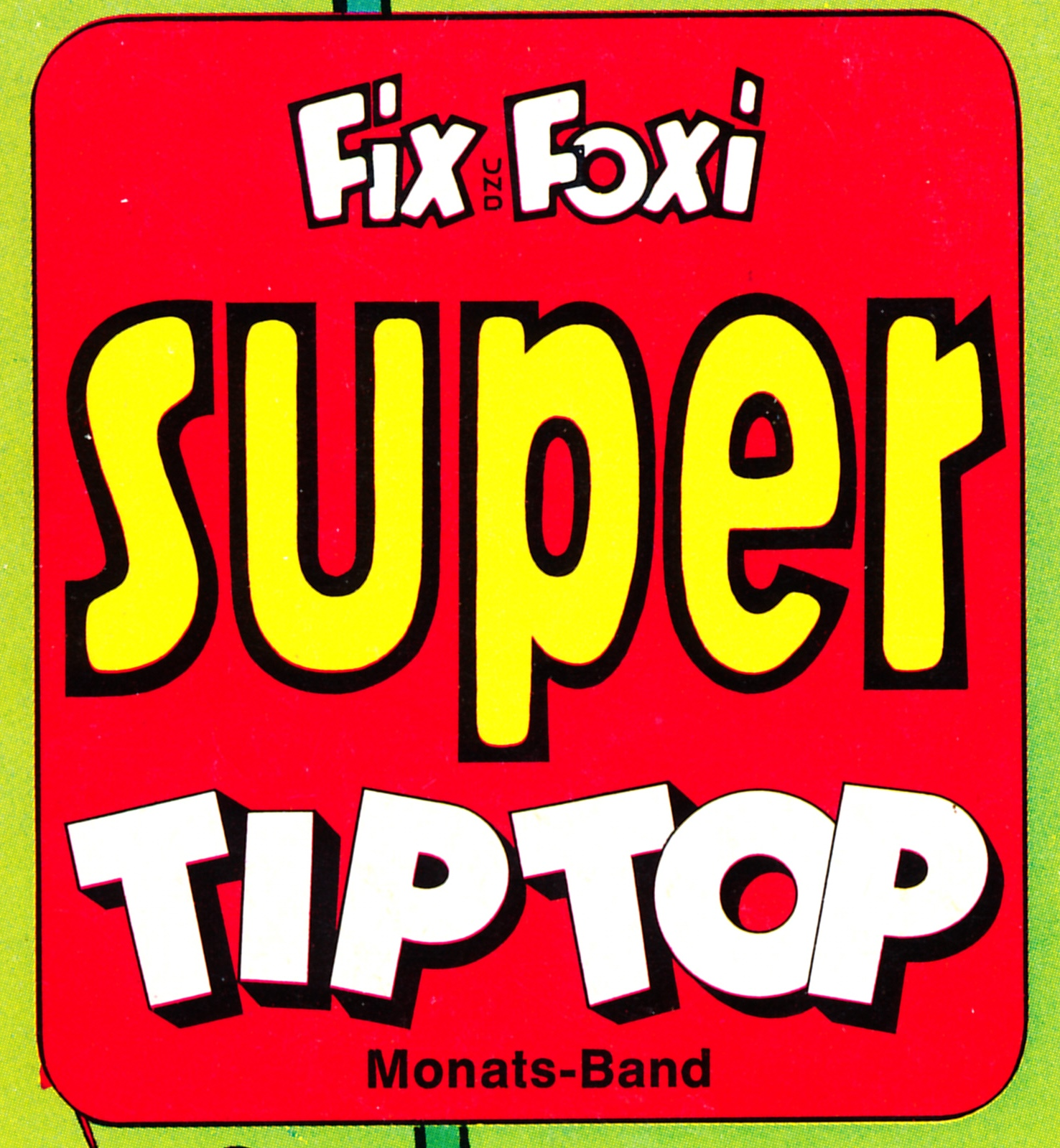
Super-Tip-Top-Titelkopf von 1967

Mit zum Erfolg von Fix und Foxi ab Mitte der 1960er Jahre beigetragen hat sicherlich, dass von da an dort wie in anderen Kauka-Publikationen (z. B. Lupo modern, Fix und Foxi Super Tip Top) auch Lizenzserien publiziert wurden, die größtenteils frankobelgischen Ursprungs waren. Dies galt etwa für Boule und Bill (als „Schnieff und Schnuff“), Bobo, Die Schlümpfe, Spirou und Fantasio (als „Pit und Pikkolo“), Lucky Luke (vor allem in den Nebenpublikationen), Schwarzbart, Gaston Lagaffe (als „Jo-Jo“), Johann und Pfiffikus (als „Prinz Edelhart und Kukuruz“), Benni Bärenstark (als „Der kleine Winni“), Die Minimenschen, Sophie (als „Die lustige Lilly“) und Sammy & Jack.
Im Jahr 1973 verkaufte Rolf Kauka seinen Verlag an das englische Unternehmen IPC Magazines Ltd. und an die niederländische Verlagsgruppe VNU, die dafür das Konsortium IJP (International Juvenile Press) gründeten. Er behielt sich aber ein Mitspracherecht vor. Ende der 1970er Jahre löste sich das Verlagskonsortium auf, und Rolf Kauka kaufte sein Unternehmen zurück. Kurze Zeit später, Ende 1979, verkaufte er es abermals, diesmal an die Bauer Verlagsgruppe, wo die Kauka-Comics nun im Verlag Pabel-Moewig (VPM) erschienen. Die Urheberrechte daran behielt er allerdings für sich.
Im August 1994 wurde das Heft aufgrund rapide sinkender Verkaufszahlen von VPM von wöchentlicher auf monatliche Erscheinungsweise umgestellt. Zudem wurde der ohnehin bereits stark reduzierte Comicanteil durch den Ausbau redaktioneller Elemente weiter eingeschränkt. Rolf Kauka war mit der Umgestaltung unzufrieden, er stieß sich vor allem an der Einbeziehung von Geschichten über Popstars (Die Prinzen, Take That), die als verkaufsfördernde Maßnahme gedacht waren. Schließlich entzog er dem Verlag die Produktionsrechte. Die Dezemberausgabe 1994 durfte nicht mehr erscheinen.
1995 wurden bei VPM noch einige Sonderausgaben des Comic-Heftes herausgegeben, in denen allerdings hauptsächlich Geschichten aus früheren Heften gedruckt wurden. Die Lizenz für neue Fix-und-Foxi-Comics erhielt VPM nicht mehr.
Von 1993 bis 1998 brachte der Norbert Hethke Verlag in einer kleinen Auflage Nachdrucke der ersten 50 Hefte heraus. Diese Reprintreihe wird seit 2022 vom Prichsenstädter ECR-Verlag mit vier Heften je Lieferung fortgesetzt.

### 2000–2010
Im Mai 2000 startete der Ehapa-Verlag einen Wiederbelebungsversuch des Fix-und-Foxi-Magazins. Die Hefte erreichten jedoch nur unzureichende Verkaufszahlen. Die Qualität war mangelhaft, und der erhoffte Synergieeffekt durch die Ausstrahlung von Fix-und-Foxi-Zeichentrickfilmen seit Jahresbeginn (im Ersten) reichte zumindest nicht aus. Ehapa stellte das Heft nach nur drei Ausgaben mit dem Einverständnis Kaukas wieder ein. Nach dem Tode Kaukas im September 2000 übernahm seine Witwe Alexandra Kauka den leitenden Part ihres Mannes bei „Promedia, Inc.“. Diese Gesellschaft, die aus dem Kauka-Verlag hervorgegangen war, verwaltete seit 1982 die Lizenzrechte an den Kauka-Comics. Von Oktober 2003 bis April 2009 wurde mit der Firma „Andromeda Central Community Medien GmbH“ das Joint-Venture „Kauka Promedia“ (bzw. kurzzeitig auch in „Rolf Kauka Comics“ umbenannt) begründet, das die operativen Geschäfte durchführte. „Kauka Promedia“ vergab 2005 die Lizenz für Fix und Foxi an den neugegründeten Tigerpress-Verlag in Hamburg, der bis Mitte 2009 neue Kauka-Comics produziert und verlegt hat. Zum Start erschien am 10. Oktober 2005 ein großes Fix-und-Foxi-Buch im Rahmen der Comic-Bibliothek der Boulevardzeitung Bild. Ab dem 25. Oktober 2005 war auch das Fix-und-Foxi-Comicmagazin wieder monatlich am Kiosk erhältlich. Dazu erschienen eine Zeitlang alle zwei Monate ein Lupo-Heft sowie je zwei Ausgaben eines Pauli-Vorschulmagazins und eines Fix-&-Foxi-Classic-Albums.
Nachdem die Auflage der Fix-und-Foxi-Serie stark gesunken war, stellte der Tigerpress-Verlag Anfang Juni 2009 Insolvenzantrag beim Amtsgericht Hamburg. Ab Januar 2010 erschien das Heft daraufhin bei New Ground Publishing (ehemals: Comicstars), hinter denen unter anderem Droemer Knaur stand, wieder monatlich als Print und in digitaler Form. Im Konzept des neuen Verlags spielten außerdem neue Medien und Geräte wie das iPhone und E-Book-Reader eine große Rolle. So wurde ein Großteil des Archivmaterials seit 1953 über das Internet verfügbar gemacht. Aber auch das neue Vertriebskonzept sowie eine Änderung des Heftformats ab Juli 2010 führte den gewünschten kommerziellen Erfolg nicht herbei. Zwar erschien das Heft im Jahr 2010 noch einmal durchgehend von Januar bis Dezember, jedoch gab der Verlag zum Jahresende die Lizenz für die Kaukafiguren zurück, und das Erscheinen von Fix und Foxi wurde erneut eingestellt.

### Nach 2010
2014 wurden sämtliche Rechte an Fix und Foxi von Stefan Piëch, einem Neffen des ehemaligen VW-Aufsichtsratsvorsitzenden Ferdinand Piëch, übernommen. Die Vermarktung der Rechte erfolgt weltweit über die von ihm geleitete Your Family Entertainment. Am 1. Dezember 2014 startete YFE dafür den Bezahlsender Fix & Foxi.
Seit 2015 verwendet der Tourismus-Verband der österreichischen Region Nassfeld Figuren aus dem Kauka-Universum in einem Seebad und einer Kinder-Erlebnismeile mit Fix und Foxi. Parallel dazu werden kostenlos erhältliche Comics herausgegeben, die die Hauptfiguren von Fix und Foxi sowie Flux und Pauli auf Legenden der örtlichen Folklore treffen lassen, wie die Seehexe oder den Bergkobold Speckwutz. Die beiden ersten, von Catwalk Cartoon gestalteten Nassfeld-Legenden sind die ersten neuen Fix-und-Foxi-Comics seit 2010.

## Figuren und Schauplätze

### Fix-und-Foxi-Universum

#### Figuren
- Fix und Foxi (Füchse) sind die beiden Hauptfiguren der Kauka-Publikationen. Die Zwillingsbrüder sind aufgeschlossen, engagiert und sozial eingestellt und sollen den jungen Lesern als vorbildhafte Identifikationsfiguren dienen. Fix (mit Haarschopf) trägt eine gelbe Latzhose, Foxi eine blaue. Fix gilt als der „fixere“ von beiden, während Foxi meist als eher bedächtig und vorsichtig geschildert wird.
- Lupo (Wolf) ist ein im „Mäuseturm“ lebender liebenswerter Schmarotzer, Vielfraß, Taugenichts und Lebenskünstler. Der heimliche Star des FF-Universums liebt Torten (früher: Blutwürste) und hat mitunter einen Hang zur Kleinkriminalität. Er entwickelte sich entsprechend aus Isegrim.
- Oma Eusebia (Wölfin) ist die sparsame, kuchen- und tortenbackende, nudelholzschwingende Oma von Lupo und Lupinchen sowie Nenn-Oma von Fix und Foxi.
- Lupinchen (Wölfin) ist Eusebias popmusikbegeisterte Enkelin und die Cousine von Lupo.
- Fax (Fuchs) ist der Onkel von Fix und Foxi, ein briefmarkensammelnder, leicht cholerischer Hauptfeldwebel a. D.[7] mit Hang zu (mitunter übertriebener) Ordnung.
- Knox (Rabe) ist ein zerstreuter Professor und genialer Erfinder.
- Hops (Hase) ist ein leichtlebiger Dandy mit Geldproblemen, der eine Wohngemeinschaft mit Stops bildet.
- Stops (Igel), sein Freund, ist ein naiver und hilfsbereiter Spießbürger.
- Stips, Staps und Stups (Igel), kurz Stöpsel genannt, sind zwei Neffen und eine Nichte von Stops, die ihrem Onkel das Leben schwer machen.

Die später sogenannte Fix-und-Foxi- oder auch FF-Familie als Kern-Ensemble der Kauka-Comics bildete sich im Laufe der 1950er Jahre erst nach und nach heraus. Am Anfang stand natürlich das Trio aus Fix und Foxi selbst mit ihrem Widersacher und gelegentlichen Bundesgenossen Lupo. 1957 trat erstmals – zunächst noch namenlos – Oma Eusebia in Erscheinung. 1959 kam Lupinchen hinzu, aber erst mit dem Auftritt von Onkel Fax, der sich 1961 ungefragt bei Fix und Foxi einquartierte, war die „Kernfamilie“ komplett. Damit einher ging die Einführung verbindlicher, stets wiedererkennbarer Behausungen für die jeweiligen Familienangehörigen (die vorher und gelegentlich auch danach noch von Zeichner zu Zeichner variieren konnten), die Keimzelle des späteren Fuxholzen.
Hops und Stops erlebten hingegen in den 1950er Jahren zumeist eigenständige Abenteuer, oft unter Mitwirkung von Knox, der in dieser Phase noch als kauziger Sonderling dargestellt wurde. Erst zu Beginn der 1960er Jahre bekamen sie einen Platz als Mitglieder der erweiterten Familie zugewiesen, wobei Knox sich nun zum Erfindergenie wandelte.
Den umgekehrten Weg nahm Pauli, der anfangs sowohl in eigenen wie auch in Geschichten mit Fix und Foxi und Co. auftrat, ehe er sich nach 1962 endgültig nach Maulwurfshausen zurückzog.

#### Schauplatz
Der Schauplatz der FF-Geschichten ist, sofern es die Füchse nicht in exotischere Gefilde verschlägt, die Stadt Fuxholzen. Der Name wurde erst 1979 eingeführt; zuvor war von der Fix-und-Foxi-Stadt bzw. Grünwald die Rede. Im Fix-und-Foxi-Styleguide 2007 wurde erstmals die Lage der Stadt präzisiert. Demnach liegt Fuxholzen im Landkreis Grünwald im Staat Kaukasien (vermutlich eine Anspielung auf Kauka).
Die Comicfigur Lupo bewohnt einen alten Turm, auch Mäuseturm genannt, der in gewisser Weise an eine Windmühle erinnert, der man die Flügel abmontiert hat. Dass es sich dabei um die Zaubermühle handelt, die in der gleichnamigen Episode aus dem Sonderheft Fix und Foxi mit Schallplatte Nr. 4 von 1960 auftaucht, ist jedoch Spekulation. Besonders charakteristisch für den Turm ist seine spartanische Einrichtung sowie der schadhafte Zustand des Gemäuers (schief hängende Eingangstür und Fensterläden, unzureichend vernagelte Dachbretter, schiefer Wetterhahn usw.). Neben der futuristischen Erfindervilla von Professor Knox und Paulis Hügelhaus ist Lupos Mäuseturm (auch als Hungerturm bezeichnet) das charakteristischste Bauwerk im Kauka-Comic-Universum.

### Pauli-Universum
Die Serie Pauli ist die zweiterfolgreichste/-langlebigste aus dem Hause Kauka; die Figuren sind seit 1958 in Maulwurfshausen ansässig (Pauli selbst entstand bereits 1954) und waren bis 1994 fester Bestandteil des Hefts sowie einiger Nebenpublikationen.
- Pauli (Maulwurf) – kindlicher Held der Geschichten
- Mausi (Maus) – Paulis bester Freund
- Mimi (Maulwurf) – Paulis Freundin
- Egon (Hamster) – Paulis Rivale
- Mecki (Ratte) – Egons Freund
- Paula (Maulwurf) – Paulis Mutter
- Eduard (Maulwurf) – Paulis Vater
- Paulinchen (Maulwurf) – Paulis kleine Schwester
- Beppo (Hund) – Paulis Hund

### Tom-und-Biberherz-Universum
- Tom – ein Cowboy-Junge
- (Klein) Biber(herz) – Toms kleiner indianischer Freund
- Nikodemus – Toms Opa
- Schmutzfuß – ein isoliert lebender Indianer; häufig ein Gegenspieler und von Rolle und Charakter Lupo nicht unähnlich

Die Wild-West-Serie Tom und Klein-Biberherz debütierte Ende 1957 und war eine originäre Schöpfung von Walter Neugebauer (Zeichnungen) und dessen Bruder Norbert (Text), die allerdings von Beginn an unter dem Copyright Rolf Kaukas erschien. Sie war für einige Zeit der einzige Semi-Funny in Fix und Foxi und wurde dort bis ca. Mitte der 1970er Jahre publiziert. Spätere Zeichner waren namentlich Vlado Magdić und Riccardo Rinaldi, aber auch Neugebauers Sohn Robert.

### Mischa-im-Weltraum-Universum
- Mischa – ein Raumfahrer der Zukunft
- Connie – Mischas Freundin und Enkelin Turbinos
- Professor Turbino – der Raumschifferfinder
- Professor Diabolus – schurkischer Gegenspieler des Trios
- Max – der Raumschiffschlosser
- Professor Bräunli – Eremit mit Tarzan-Tick
- Kiki – französische Maus

### Weitere Kauka-Helden
- Fridolin – ein Kater mit Hang zur Selbstüberschätzung
- Diabolino – ein zu Streichen aufgelegtes Teufelchen (vgl. Diabolo)
- Die Pichelsteiner – eine fünfköpfige Steinzeitfamilie (nur in den Nebenpublikationen, vor allem Primo)
- Die Peppercorn Familie – die letzten von Rolf Kauka geschaffenen Figuren (hauptsächlich Filmfiguren, als Comic nur sehr kurzzeitig in der Ehapa-Version des Hefts)

## Medien
- Außer als Titelcomic in ihrem eigenen Magazin sind die Figuren als Video und Hörspiele sowie in Büchern und als Spiele erhältlich. Die Trickfilmserie Fix & Foxi debütierte im Februar 2000 im deutschen Fernsehen (auf Das Erste und KiKA) und ist derzeit über den Pay-TV-Sender Fix & Foxi auf mehr als 130 Kabelkanälen weltweit zu sehen (Fuxholzen wurde in der Serie in Foxburg bzw. Fuxburg umbenannt).
- Mit Sinfonie in Müll existiert ein Zeichentrickkurzfilm mit Fix und Foxi, der ursprünglich 1973 als Vorfilm für Maria d’Oro und Bello Blue lief. In den 1970er Jahren war eine Version für Super-8-Stummfilm-Filmprojektoren in Umlauf, mittlerweile ist das Filmchen mit dem Thema Umweltverschmutzung auf der DVD DVD Der Zauberstein (= „Maria D’Oro“) enthalten.
- Seit dem 15. August 2008 erscheinen Fix & Foxi auf DVD erstmals in den USA. Basis ist die englischsprachige Fassung der TV-Serie aus dem Jahre 2000.
- Nicht realisierte Projekte: Ein FF-Kinofilm in 3D war jahrelang in Planung, brachte es aber nur zu einem kurzen Trailer der Hamburger WesToons GmbH. Zu Pauli war 2009 angeblich eine Zeichentrickserie für das Fernsehen geplant, von der man ebenfalls nichts mehr gehört hat.
- Die Deutsche Post brachte 2017 eine Wohlfahrtsmarke Fix und Foxi zu 70 Cent plus 30 Cent Zuschlag heraus.[9]

## Plagiate
- Mit Fick und Fotzi existiert ein Plagiat, das pornografische Comic-Abenteuer der bekannten Figuren beinhaltet, die zu diesem Zwecke umbenannt wurden. Die Zeichner des 1982 erschienenen Heftes sind unbekannt.[10]
- Die Maskottchen der Fußball-EM 2008 in Österreich und der Schweiz, Trix und Flix, ähneln Fix und Foxi. Offen wurde in den Medien von einem Plagiat der UEFA gesprochen. Warner Bros., die Trix und Flix für die UEFA entworfen hatten, kommentierten diesen Vorwurf bis heute nicht.
- Auch Fix und Foxi selbst hatten mit Plagiatsvorwürfen zu kämpfen. So schrieb Die Welt 2009, nach Bekanntgabe der Einstellung der Comicserie: „Das von den eifrigen roten Füchsen sowie ihrem eher faulen Bekannten Lupo bewohnte Fuxholzen war immer nur eine dreiste Kopie von Entenhausen, die zudem noch einen pädagogischen Auftrag schultern musste. Zu den Höhepunkten deutscher Comic-Kunst gehörte es nie.“[11] Bernd Dolle-Weinkauf vom Institut für Jugendbuchforschung an der Universität Frankfurt äußerte zum Comic Fix und Foxi, dass dessen „Welt […] ganz ähnlich aufgebaut“ sei wie die von Entenhausen, Kaukas Comicfiguren allerdings „viel flacher und eindimensionaler als die Disney-Figuren“ seien. Professor Knox in Fix und Foxi soll auf das Disney-Vorbild Daniel Düsentrieb zurückzuführen sein und Lupo, ursprünglich ein böser Wolf, soll später in seiner Charakterzeichnung an die Disney-Figur Goofy angelehnt worden sein.[12] Es gibt aber auch Gegenmeinungen. So heißt es im Begleitbuch zu den Kauka/Fix und Foxi-Ausstellungen in Hannover und Krems: „Disney-Comics sind eben nicht gleich Kauka-Comics und umgekehrt, man kann die jeweiligen Figuren nicht einfach nach dem Motto ‚hier ein Onkel, da ein Onkel’ gegeneinander austauschen. Bei Kauka steht im Kern stets die alte Fabel von Wolf und Fuchs, die Rivalität von roher Kraft und listiger Schlauheit. Und erzählt wird dies konsequent mit kindlichen bzw. jugendlichen Figuren im Mittelpunkt, während es bei Disney vorrangig um die Sorgen und Nöte erwachsener Erpel geht.“[13]

## Fanclubs
Bereits 1974 hatte Michael Semrad seinen ersten Fix-und-Foxi-Club gegründet. Daran knüpfte er gut 20 Jahre später an, als er nach dem vorläufigen Aus des Print-Magazins eine Fanseite rund um die beiden Fuchszwillinge im Internet einrichtete. Mit Kaukas Genehmigung entwickelte sie sich ab 1999 zum offiziellen FF-Fanclub RKFFC (Rolf Kaukas Fix & Foxi Club), der online den Fans allerlei Wissenswertes über die Füchse und andere Kauka-Charaktere sowie deren Macher zur Verfügung stellte. Auch einige Kauka-Produkte waren über die RKFFC-Seite beziehbar. Nach dem Tod Semrads im März 2009 sind diese Aktivitäten jedoch weitestgehend zum Erliegen gekommen, die Website ist verwaist. Eine letzte Präsenz – in Kooperation mit dem neuen Rechte-Inhaber YFE – zeigt der RKFFC derzeit nur noch auf Facebook.

## Sonstiges
- Im Februar 2007 wurden verschiedene Originalzeichnungen, Aquarelle, drei Ölgemälde und Figuren, die von Prominenten bemalt wurden, in München vom Auktionshaus Sotheby’s versteigert. Vom Auktionserlös wollte Kaukas Witwe Alexandra die Aktion „Ein Herz für Kinder“ unterstützen.
- 2008 feierten Fix und Foxi ihr 55-jähriges Jubiläum. Dazu erschien eine DVD-Jubiläumsbox bei Your Family Entertainment. Am 31. August 2008 wurde das Jubiläum mit einem großen Fest im Fix & Foxi Abenteuerland im Ravensburger Spieleland gefeiert.
- 2009 erschien ein Fix und Foxi Zeitungsspezial vom Verband Deutscher Lokalzeitungen e. V.[14]
- In der Gemeinde Grünwald wurde zu Ehren von Rolf Kauka im September 2013 eine neue kommunale Kindertagesstätte mit dem Namen Fix und Foxi im Grünwalder Freizeitpark eröffnet. Im Eingangsbereich ist eine Gedenktafel angebracht.
- Am 2. September 2015 eröffnete im Kunstforum Wien die Ausstellung: „Fix & Foxi, Zwei Füchse starten durch“ in der erstmals Originalzeichnungen aus den Jahren 1953–1972 gezeigt wurden.[15] Es war bis dato die erfolgreichste Ausstellung im Tresor des Kunstforums Wien.
- Am 20. September 2014 startete ein Fixie-Hindernis-Verfolger-Radrennen erstmals als Red Bull Fix & Foxi[16] beim Lusthaus im Wiener Prater und wurde 2015 schon Fuxjagd genannt.
- Vom 15. November 2016 bis 26. März 2017 fand anlässlich des 100. Geburtstag von Rolf Kauka im Wilhelm Busch Museum eine umfassende Fix-und-Foxi-Ausstellung statt. Diese wurde erweitert und in anderer Präsentation 2018 auch in der Ludwiggalerie im Schloss Oberhausen und 2020 im Karikaturmuseum Krems gezeigt.Bild des Neo-Pop Art Künstlers Malte Sonnenfeld

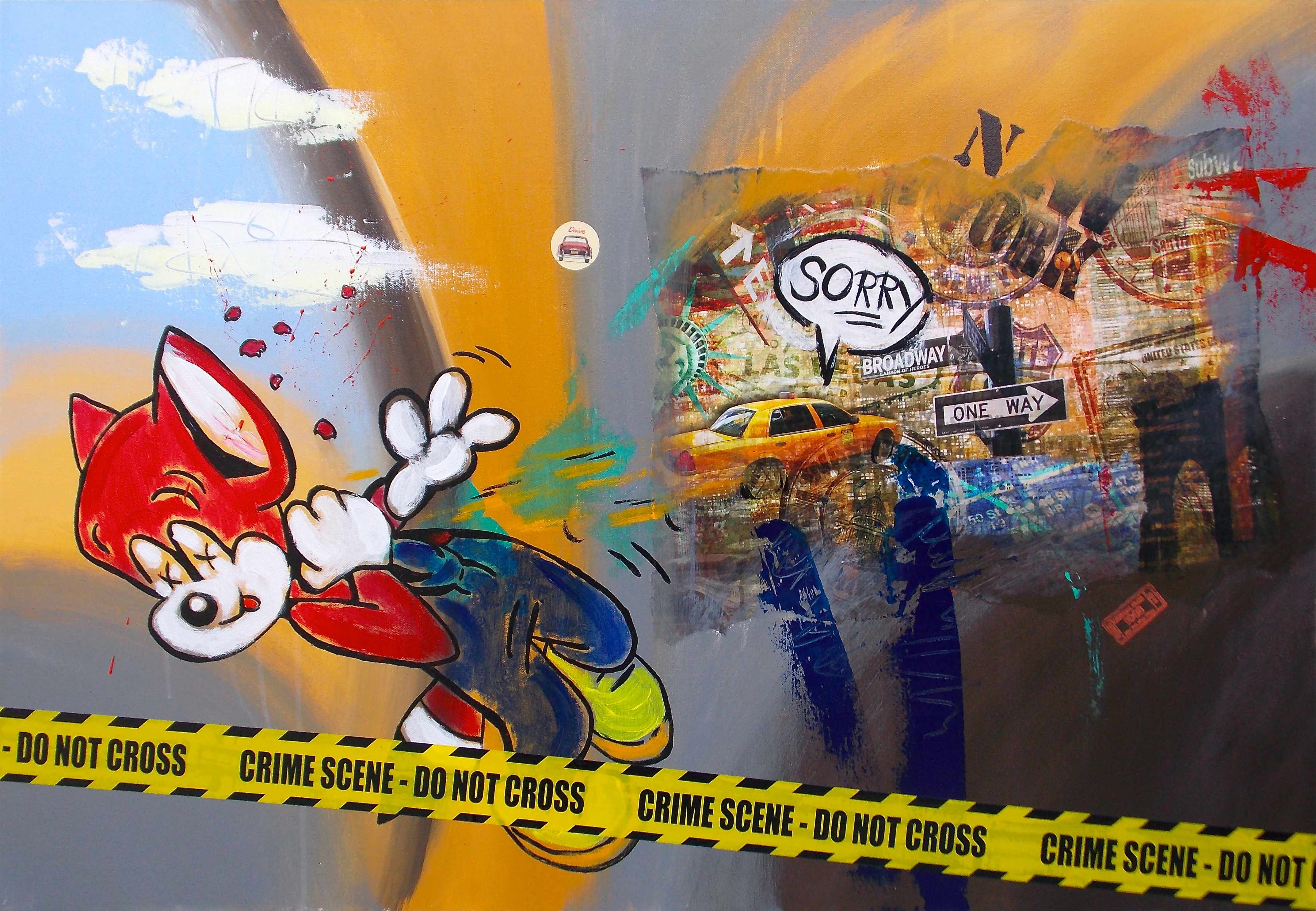
Bild des Neo-Pop Art Künstlers Malte Sonnenfeld

- Der deutsche Künstler und Neo-Pop Art Maler Malte Sonnenfeld zeigt in seinem Bild „Schließlich begriff Foxi…“ die Comicfigur Foxi, die von einem New Yorker Taxi angefahren wird. Das Bild wurde auf verschiedenen Ausstellungen präsentiert und befindet sich in Privatbesitz.[17]